# Neelie Kroes

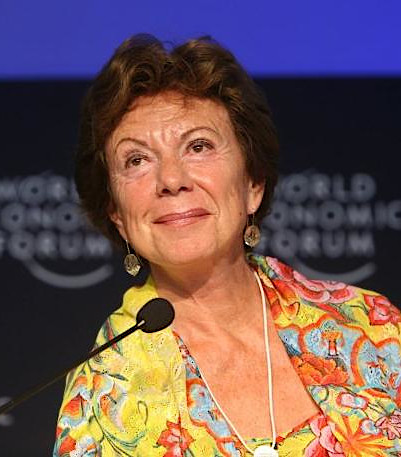
Neelie Kroes (2007)

Neelie Kroes (* 19. Juli 1941 in Rotterdam) ist eine niederländische Unternehmensberaterin und ehemalige Politikerin der liberalen Volkspartij voor Vrijheid en Democratie (VVD). Von 2010 bis 2014 war sie EU-Kommissarin für die Digitale Agenda. Zuvor war sie ab November 2004 EU-Wettbewerbskommissarin. Sie gehörte mehreren Aufsichtsräten namhafter Unternehmen an und war unter anderem niederländische Verkehrsministerin. Heute arbeitet sie u. a. als Beraterin von Uber.

## Vorpolitische Karriere
Kroes ging in Rotterdam zur Schule. 1958 begann sie Wirtschaftswissenschaften an der Erasmus-Universität Rotterdam zu studieren. 1961 wurde Kroes zur Präsidentin des R.V.S.V. gewählt, der größten Rotterdamer Studentenverbindung. Sie wurde außerdem in den Fakultätsrat gewählt. Nach ihrem Abschluss 1965 bekam sie ein Stipendium an der Fakultät für Wirtschaftswissenschaften an der Erasmus-Universität. Während dieser Zeit arbeitete Kroes in der Frauenorganisation der VVD und gehörte auch dem Aufsichtsrat der Schwertransportfirma „ZwaTra“ ihres Vaters an. Kroes wurde 1970 für die VVD in den Rotterdamer Stadtrat gewählt.

## Politische Karriere

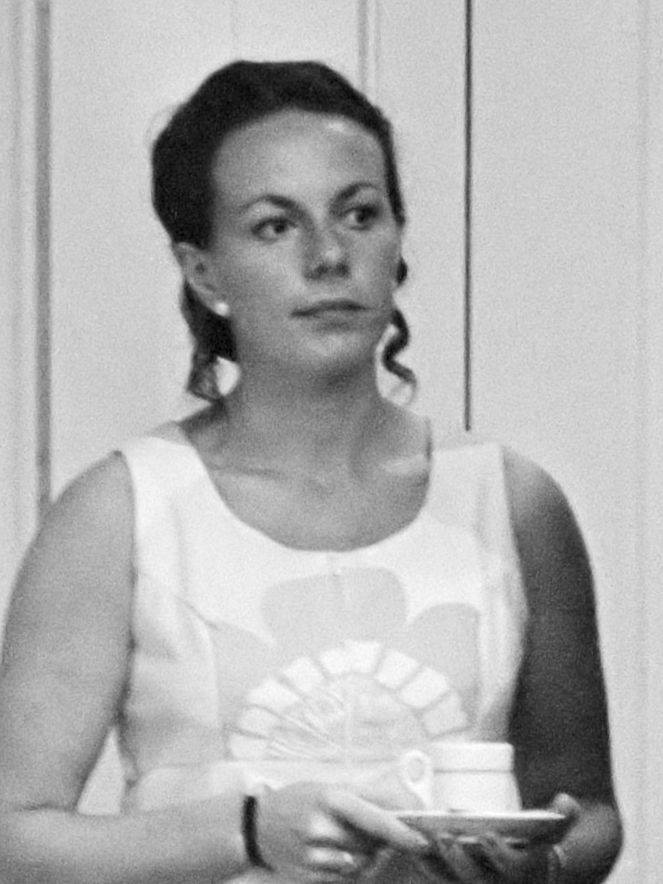
Neelie Smit-Kroes (1971)

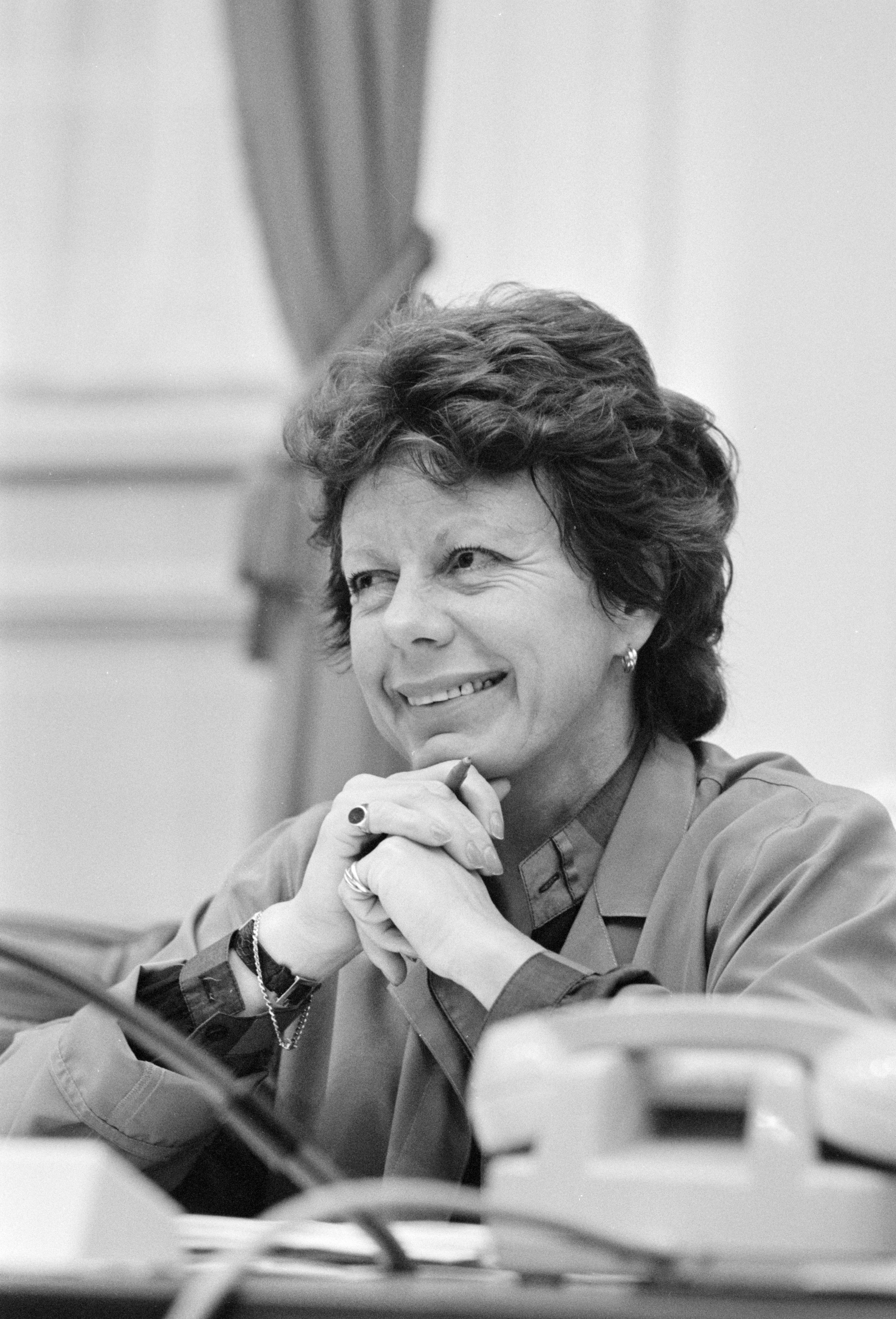
Neelie Kroes (1984)

1971 wurde Kroes ins Parlament, in die Zweite Kammer der Generalstaaten, gewählt. Sie blieb Mitglied des Parlaments bis zum Jahr 1977, in welchem sie Staatssekretärin für Verkehr, Post und Telekommunikation im ersten Kabinett Dries van Agts wurde. 1981 kehrte sie kurz ins Parlament zurück, als ihre Partei in die Opposition ging. Von 1982 bis 1989 war sie Ministerin für Verkehr, Post und Telekommunikation in den beiden Ministerkabinetten Ruud Lubbers. In dieser Zeit war sie für die Privatisierung der Post und der staatlichen Telefongesellschaft PTT verantwortlich.
Von 1989 bis 1991 arbeitete sie als Beraterin des europäischen Verkehrskommissars in Brüssel.
2004 wurde Kroes zur Wettbewerbskommissarin der EU ernannt und trat damit die Nachfolge von Mario Monti an. Ihre Nominierung wurde wegen ihrer Verbindungen zu Großunternehmen und ihrer angeblichen Verwicklungen in dubiose Waffengeschäfte kritisiert. Kroes wich der Kritik aus, indem sie den EU-Kommissar für Binnenmarkt und Dienstleistungssektor Charlie McCreevy ihre Geschäfte übernehmen ließ, wann immer es zu einem möglichen Interessenkonflikt mit ihren früheren Arbeitgebern kommen konnte. Bis Januar 2006 geschah dies fünfmal. EU-Kommissionspräsident José Manuel Barroso nominierte Kroes Ende November 2009 als EU-Kommissarin für Informationsgesellschaft und Medien (in der Nachfolge der Luxemburgerin Viviane Reding) sowie als Vizepräsidentin der Kommission. Die Neubesetzung der Kommission stand jedoch noch unter Zustimmungsvorbehalt durch das Europäische Parlament.
Am 10. Februar 2010 wurde Kroes zur EU-Kommissarin für die Digitale Agenda berufen. Im Dezember 2011 stellte sie den früheren deutschen Verteidigungsminister Karl-Theodor Guttenberg ein, als „Berater der EU-Kommission zur Stützung von Internetaktivisten in autoritären Staaten“.
Die Süddeutsche Zeitung berichtet im September 2016 im Rahmen der Bahamas-Leaks, dass Kroes von Juli 2000 bis 2009 Direktorin einer Briefkastenfirma namens „Mint Holding“ mit Sitz auf den Bahamas war. Darunter ist auch der jordanische Geschäftsmann Amin Badr-El-Din.

## Wirtschaftliche Karriere
Nach ihrer Zeit als Ministerin im Kabinett Lubbers wurde Kroes Mitglied der Rotterdamer Handelskammer. Außerdem arbeitete sie als Aufsichtsratsmitglied für Ballast Nedam (Transportfirma), ABP-PGGM (Rentenversicherung), NIB (Investment Bank), McDonald’s Netherlands, Royal P&O Nedlloyd, und Nederlandse Spoorwegen (privatisierte Niederländische Eisenbahn). Von 1991 bis 2000 war sie Vorstandsvorsitzende der Wirtschaftsuniversität Nyenrode. Danach war sie bis September 2004 wieder bei mehreren internationalen Firmen als Beraterin oder in deren Aufsichtsräten tätig, darunter bei Lockheed Martin, der Bank of America, Merrill Lynch sowie Uber. 
Kroes unterhält weitere Büros, hauptsächlich in kulturellen und sozialen Organisationen. Sie ist Vorstand des Poets of all Nations, des Delta Psychiatric Hospital und des Museum Het Rembrandthuis. Des Weiteren ist sie Mitglied verschiedener Aufsichtsräte, z. B. bei Nedlloyd und Lucent Technologies.

## Auszeichnungen
- 2007: Reinhold-Maier-Medaille der Reinhold-Maier-Stiftung
- 2008: Weltwirtschaftlicher Preis
- 2014: Big Brother Award, in der Kategorie Politik

## Sonstiges
- Als Vorsitzende der Nijenrode Universität verlieh sie Microsoft-Gründer Bill Gates den akademischen Titel eines Doktor ehrenhalber. Als europäische Wettbewerbskommissarin war eine ihrer ersten Handlungen die Untersuchung der unlauteren Geschäftsmethoden Microsofts.
- Kroes lehnte ihre Ernennung zur Verteidigungsministerin 1988 ab.
- Kroes ist eine Vertraute der Frauenrechtlerin Ayaan Hirsi Ali, welche sie zum Wechsel von der sozialdemokratischen PvdA in die liberale VVD bewegte und von der sie 2006 den Preis „Europäerin des Jahres“ überreicht bekam.
- Kroes besuchte mehrere Male die Bilderberg-Konferenz, so z. B. 2005, 2006, 2011 und 2012.[5]

## Kritik
Während ihrer Amtszeit als Ministerin war sie in die sogenannte TCR-Affäre verwickelt. So soll sie beim illegalen Verkauf von Kriegsschiffen mitgewirkt und Beziehungen zu einer Tankerreinigungsfirma (TCR) unterhalten haben, der unerlaubt staatliche Zuschüsse gewährt wurden.
Die zu Beginn ihrer Tätigkeit als EU-Kommissarin geäußerten Befürchtungen zum EU-Verfahren gegen Microsoft haben sich bisher nicht bestätigt. Das Verfahren gegen Microsoft läuft immer noch. Im Juli 2006 hat die EU-Kommission gegen Microsoft eine Geldbuße in Höhe von 280,5 Millionen Euro verhängt.
Die erste, im März 2004 verhängte Strafe betrug 497,5 Millionen Euro und wurde am 17. September 2007 durch das Europäische Gericht erster Instanz in voller Höhe bestätigt. Die bislang letzte Strafe gegen Microsoft wurde im Februar 2008 verhängt, sie beträgt 899 Millionen Euro. Microsoft hat gegen die Entscheidung Berufung eingelegt und der Fall ist vor dem Europäischen Gericht erster Instanz anhängig. Im Januar 2009 hat die Kommission Microsoft erneut mit einer Kartellstrafe bedroht, diesmal wegen der Koppelung des Windows-Betriebssystems mit dem Webbrowser Internet Explorer.
Nach dem Streit zwischen der deutschen Bundesregierung und der Europäischen Kommission um die Namensrechte der Sparkassen im Jahr 2006 kritisierte Kroes 2007 das deutsche System der Sparkassen und Genossenschaftsbanken als wettbewerbsverzerrend. Politiker und Verbände aus Deutschland werteten dies erneut als Versuch der Kommission, das Dreisäulensystem im deutschen Bankensystem zu zerschlagen.
Im Rahmen der Enthüllung Bahamas-Leaks wird Kroes vorgeworfen, Offenlegungspflichten verletzt zu haben. Die Firma Mint Holdings Limited, der Kroes vorstand, wurde für ein geplantes Milliardengeschäft mit dem US-Energiekonzern Enron gegründet. Zu dem Deal sei es allerdings nicht gekommen; die Verhandlungen seien im Jahr 2000 abgebrochen und die Firma nie operativ tätig geworden. Die Firma auf den Bahamas war demnach für ein Geschäft in einem Bereich – dem Energiesektor – gedacht, für den Kroes als Wettbewerbskommissarin von 2004 an zuständig war.
Die „Uber-Files“, durchgesickerte Dokumente aus dem Jahr 2022, die aktive und unregelmäßige Bemühungen von Uber (Unternehmen) bei der Lobbyarbeit für die Regulierungsbehörden aufzeigen, enthüllten, dass Kroes ihre Ernennung bei dem Taxiunternehmen vorbereitete, als sie noch im Amt war. Als EU-Kommissarin für Wettbewerb und dann für neue Technologien (ein Amt, das sie bis November 2014 innehatte) gab sie die zahlreichen Treffen mit Führungskräften des Unternehmens nicht bekannt. Nach ihrem Ausscheiden aus der Europäischen Kommission half sie Uber aktiv dabei, Vorschriften zu umgehen, indem sie dem Unternehmen ihre Kontakte öffnete, einschließlich des damaligen niederländischen Premierministers Mark Rutte, und damit ihre 18-monatige Zurückhaltungspflicht verletzte, die ehemalige Kommissare anwenden müssen. 2016 trat sie schließlich dem Uber-Team für öffentliche Angelegenheiten bei.